# Mecopisthes pumilio
Mecopisthes pumilio là một loài nhện trong họ Linyphiidae.
Loài này thuộc chi Mecopisthes. Mecopisthes pumilio được Jörg Wunderlich miêu tả năm 2008.